# Brochocin (powiat trzebnicki)
Brochocin – wieś w Polsce położona w województwie dolnośląskim, w powiecie trzebnickim, w gminie Trzebnica.

## Podział administracyjny

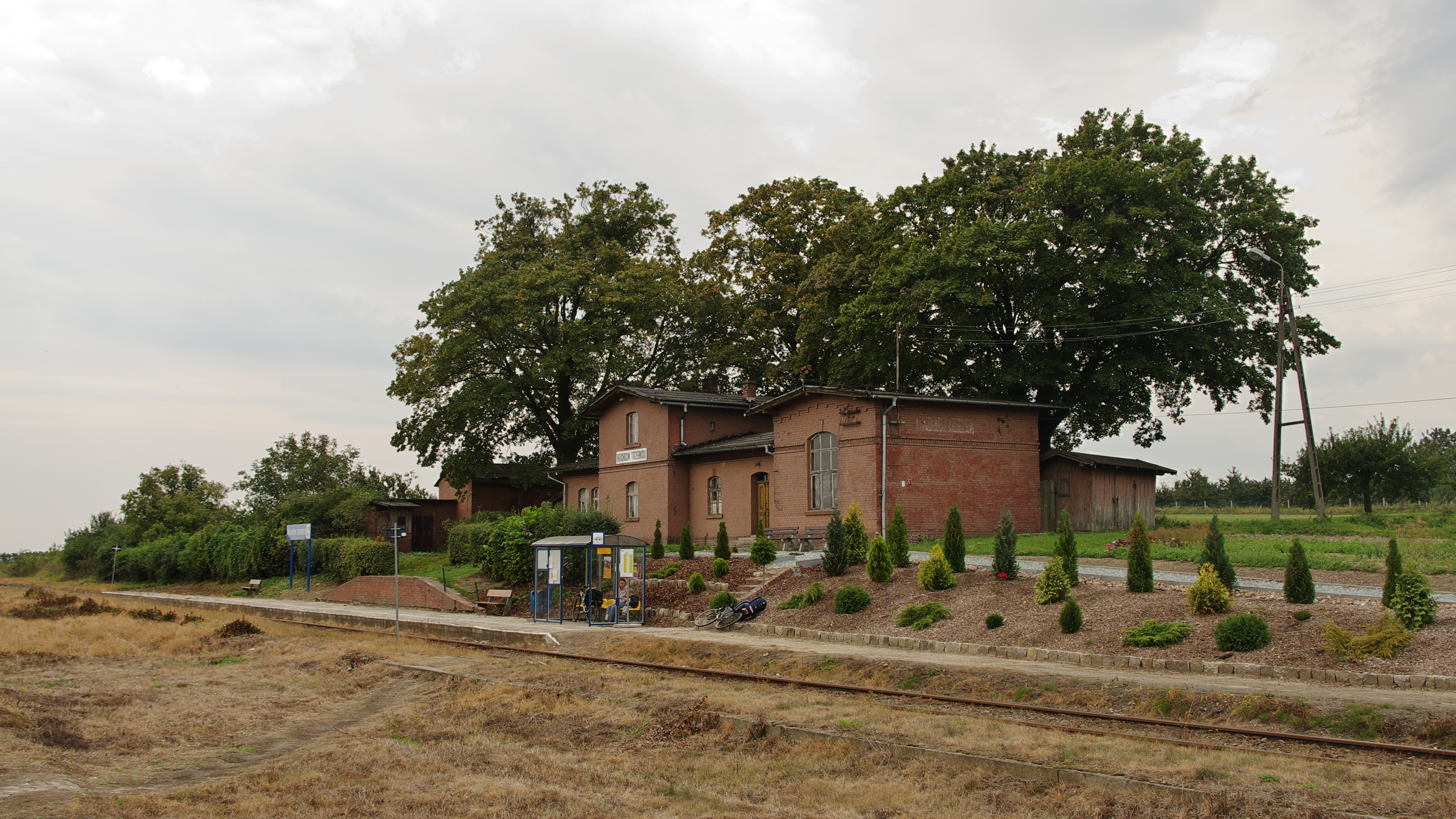
Przystanek kolejowy

W latach 1975–1998 miejscowość należała administracyjnie do województwa wrocławskiego.

## Demografia
W 2009 roku miejscowość zamieszkiwało 157 mieszkańców. Według Narodowego Spisu Powszechnego (III 2011 r.) było ich 167.

## Architektura i środowisko
We wsi znajduje się zabytkowy pałac z XVIII wieku, zbudowany w stylu barokowym, częściowo zatartym przez przebudowę w XIX wieku i zniszczenia w roku 1945. W 1995 na terenie dawnych założeń parkowych objęto ochroną 16 drzew w ramach 9 pomników przyrody obejmujących takie gatunki jak: lipa drobnolistna, kasztanowiec biały, sosna czarna, sosna wejmutka, magnolia pośrednia i klon jawor. 

## Przystanek kolejowy
Od 1886 r. przez Brochocin prowadzi linia kolejowa Wrocław - Trzebnica. Przy drodze do Taczowa Wielkiego znajduje się czynny kolejowy przystanek osobowy Brochocin Trzebnicki, na którym od 2009 r. zatrzymują się szynobusy Kolei Dolnośląskich.